# SV 슈트랄렌
SV 슈트랄렌(독일어: Sportverein 19 Straelen e.V.)는 독일 노르트라인베스트팔렌주 뒤셀도르프현 슈트랄렌을 연고로 하는 스포츠 클럽이다. 1919년에 창단되어 1919년에 설립된 뒤, 육상, 배드민턴, 농구, 체조, 핸드볼, 가라데, 수영, 배구 등을 운영하며 2,100명 이상의 회원들을 보유하고 있다.